# بنسلفانيا بوكيت
بنسلفانيا بوكيت أو ذا جينيرال ادفيرتازير (بالإنجليزية:  the General Advertiser)‏، هي صحيفة أمريكية صدرت في عام 1771 وبحلول عام 1784 أمست أول وأكثر الصحف اليومية الصادرة في الولايات المتحدة نجاحا. أنشئت هذه الصحيفة على يد الأمريكي جون دنلاب في ولاية فيلادلفيا في أواخر عام 1771. وما لبث أن ديفيد كلايبوولي أصبح شريكا لجون دنلاب، ومع حلول 21 سبتمبر 1784، أصدرت الصحيفة باسم بنسلفانيا بوكيت، ذا جينيرال ادفيرتازير تزامنا مع تحولها لصحيفة تصدر يوميا.